# Гильманов, Сагир Гильманович
Сагир Гильманович Гильманов (15 апреля 1930, Татарские Суксы, Татарско-Сукскинский сельсовет, Семиостровская волость, Мензелинский кантон, Татарская АССР, РСФСР, СССР — 19 сентября 2005, Казань) — советский работник строительной отрасли, бригадир формовщиков завода железобетонных изделий № 1 треста «Промстройматериалы», Герой Социалистического Труда.

## Биография
Родился 15 апреля 1930 года в селе Татарские Суксы Актанышского района Татарской АССР.
После окончания шести классов школы трудился на полях родного колхоза. За труд в годы Великой Отечественной войны был награждён медалью «За доблестный труд в Великую Отечественную войну 1941—1945 гг.»
В 1948 году был направлен в школу ФЗО города Сталинска Кемеровской области для продолжения образования. Поработав после её окончания столяром, в 1952 году Сагир Гильманов вернулся на родину. Здесь был призван в ряды Советской армии и демобилизован из неё в 1960 году. После армии переехал в Казань, где по 1998 год трудился сначала на заводе железобетонных изделий № 1 треста «Промстройматериалы», затем — на заводе крупного панельного домостроения № 2 (ныне ЗАО «КПД-Инвестжилстройсервис») бригадиром формовщиков.
Был новатором производства и наставником молодежи. Занимался общественной деятельностью — избирался членом Ленинского райкома КПСС, делегатом районных и областных партконференций, членом обкома партии и президиума отраслевого профсоюза.
В настоящее время находится на пенсии.

## Награды
- В 1971 году С. Г. Гильманову было присвоено звание Героя Социалистического Труда с вручением ордена Ленина.
- Также был награждён вторым орденом Ленина (1966) и орденом Трудовой Славы III степени (1975), а также медалями.